# Gorski Karabah
Gorski Karabah, u hrvatskim i drugim zapadnim izvorima često spominjan pod ruskim imenom Nagorno-Karabah, (armenski: Արցախ, tj. Artsakh ili Լեռնային Ղարաբաղ, tj. Lernayin Gharabagh, azerski: Dağlıq Qarabağ, ruski: Нагорный Карабах, Nagornij Karabah) bila je nepriznata država koja se nalazila u Zakavkazju, a čiju su neovisnost priznavale tri također nepriznate države koje nisu članice Ujedinjenih naroda (Aphazija, Južna Osetija, Pridnjestrovlje). Pod kontrolom Gorskoga Karabaha nalazila se od rata za odcjepljenje od Azerbajdžana vođenoga 1991. – 1994. godine većina bivše Gorskokarabške autonomne oblasti. Gorski Karabah bio je de jure dio Azerbajdžana. Do 2020. godine je ostvarivao kontrolu nad teritorijem putem kojega je graničio s Armenijom na zapadu; a od kraja 2020. godine – kada je predao Azerbajdžanu dio teritorija kojega je kontrolirao od 1992. godine – je posve okružen teritorijem Azerbajdžana; s Armenijom je povezan koridorom pod Azerbajdžanskom civilnom vlašću i vojnom kontrolom mirovnog kontingenta Ruske Federacije jačine oko 2 tisuće vojnika. 
Glavni grad Gorskoga Karabaha bio je Stepanakert. 
U presudi Europskog suda za ljudska prava u slučaju Čiragov protiv Armenije iz lipnja 2015. god. utvrdio je taj sud – usprkos poricanju Armenije – da su Gorski Karabah i Armenija povezani u toj mjeri, da se u pravnom smislu mora prepoznati da Armenija ostvaruje vlast nad Gorskim Karabahom. Mirovnim ugovorom između Armenije i Azerbajdžana iz listopada 2020. god., govori se o Gorskom Karabahu kao o teritoriju kojega kontrolira Armenija – tj. ne kao o nekoj samostalnoj državi, niti o državnom teritoriju Armenije.
Snage Gorskog Karabaha bile su poražene u jednodnevnom ratu 2023. godine.
Dana 28. rujna 2023., tijela Gorskog Karabaha najavila su potpuno samoraspuštanje prije 1. siječnja 2024.
Službeno je prestao postojati kao nepriznata država i sastavni je dio Azerbajdžana od 1. siječnja 2024.

## Politički ustroj
Gorski Karabah je formiran kao predsjednička demokracija (nakon preobrazbe iz polupredsjedničke demokracije nakon referenduma iz 2017. godine) s jednodomnom narodnom skupštinom. Gorski Karabah je u svakom pogledu tako bio integriran s Armenijom da je de facto predstavljao dio Armenije.

## Zemljopis i gospodarstvo
Zemlja je u prosjeku gorska. Prosječna visina iznosi oko 1100 metara nadmorske visine. Većinsko stanovništvo su Armenci, a najčešći materinski jezik je armenski. Vodeni tokovi pripadaju porječju Kure i Araksa. Niži dijelovi gorja obrasli su stepama, koje u višim predjelima prerastaju u listopadnu šumu. Većina stanovništva su kršćani, najveći broj pripada Armenskoj apostolskoj Crkvi. Neki povijesni manastiri popularne su turističke atrakcije, većinom ih posjećuje armenska dijaspora, budući da se većina prometa može održati samo između Armenije i Gorskoga Karabaha. Stanovništvo se najviše bavi ekstenzivnim ratarstvom, voćarstvom, vinogradarstvom i uzgojom stoke. Proizvodi iz Gorskog Karabaha se izvoze uz oznaku "proizvedeno u Armeniji", a armenska država tzv. zajmovima i putem tzv. "Sve-armenskog fonda" financira oko 3/4 proračuna Gorskog Karabaha.

## Azerbajdžansko-armenski sukobi
Gorski Karabah je bio predmetom teritorijalnog spora između Azerbajdžanske Demokratske Republike i Prve Republike Armenije odmah od 1918. godine, kada su obje države postale neovisnosnim od Ruskog Carstva. Oko regije je tada izbio Armensko-azerbajdžanski rat. 
Nakon uspostave Sovjetskoga Saveza i prestanka neovisnosti Azerbajdžana i Armenije, uspostavljena je Gorskokarabška autonomna oblast koja je od 1923. godine bila dijelom Sovjetske Socijalističke Republike Azerbajdžana. 
U posljednjima godinama SSSR-a ponovno se postavilo pitanje pripadnosti Gorskoga Karabaha. Referendum o neovisnosti održan je 1991. godine u Gorskokarabaškoj autonomnoj oblasti i Šaumjanovskome rajonu što je rezultiralo proglašenjem neovisnosti Gorskoga Karabha. Zbog etničkih sukoba unutar Gorskoga Karabaha izbio je Rat u Gorskom Karabahu koji je trajao od 1991. do 1994. godine. 
Tijekom rata su armenske snage u svibnju 1992. godine ovladale ključnim prijevojem kod gradića Lačin (azerski: Laçın, armenski: Berdzor Բերձոր) nastanjenoga (tada) isključivo Azerima i Kurdima (stanovništvo od oko 7000 je izbjeglo, i potom se nije vratilo) i osigurali teritorijalni dodir između Gorskog Karabaha i Armenije. Armenske snage su potom ovladale i susjednim rijetko naseljenim područjima prema Keljbadžaru na sjeveru (malobrojno stanovništvo su u velikom dijelu činili Kurdi) i tako osigurali široku neposrednu granicu svojega područja s Armenijom.
Vojne snage Gorskog Karabaha (Artsakha) imala je prije sukoba 2020. stajaću kopnenu vojsku od čak 20.000 dobro uvježbanih i dosta dobro naoružanih vojnika, koju siromašna zemlja od samo 150.000 stanovnika očito ne bi bila u stanju financirati, a zacijelo niti popuniti za vojnu službu sposobnim obveznicima. Oko pola vojnika i časnika su bili Armenci iz Armenije.
Godine 2020. u Gorskom Karabahu ponovno je došlo do sukoba između Armenije i Azerbajdžana. Nakon što su oružane snage Azerbajdžana 27. rujna 2020. god. poduzele opsežan napad na Gorski Karabah, ozbiljni sukobi s armenskim snagama (službeno: oružane snage Gorskog Karabaha), azerbajdžanske snage su zauzeli znatno područje Gorskog Karabahobimaa. U tim je sukobima sa svake strane bilo po više od 2 tisuće poginulih i dvostruko više ranjenih. Uz pokroviteljstvo Rusije postignut je na kraju mirovni sporazum između Armenije i Azerbajdžana (predstavnici Gorskog Karabaha uopće nisu sudjelovali u sporazumu), koji je stupio na snagu 10. studenoga 2020. god.; najvažniji dio sporazuma izrijekom govori da će Republika Armenija vratiti Keljbadžarski rajon Azerbajdžanu do 15. studenoga 2020., a Lačinski rajon do 1. prosinca. Lačinski koridor (širine 5 km), koji omogućuje pristup iz Gorskog Karabaha prema Armeniji i koji prolazi pored grada Šuše, bit će pod kontrolom mirovnog kontingenta Ruske Federacije, sastavljenog od 1960 ruskih vojnika. Mandat ruskog mirovnog kontingenta ugovoren je na 5 godina, uz mogućnost njegovog produženja ako se tom produženju ne usprotivi jedna od strana.
Iako je objektivno Azerbajdžan priznao vlast Armenije nad Gorskim Karabahom, i dopustio da snage Rusije jamče sigurnost tog armenskog područja tako da budu raspoređene na teritoriju Azerbajdžana, te nisu predviđena nikakva ograničenja na dopremanje vojne opreme i personala iz Armenije u Gorski Karabah, Azerbajdžanci su mirovni ugovor slavili kao svoju pobjedu u ratu. Armenci su, s druge strane, napuštanje slabo nastanjenih područja oko Gorskog Karabaha s kojih su 1990-ih godina protjerani Azerbajdžanci i Kurdi – doživjeli kao katastrofu.
Kako Azerbajdžan nije izrijekom priznao armenski suverenitet nad Gorskim Karabahom, a Armenci nisu posve sigurni hoće li Ruska Federacija efikasno štititi mirovni ugovor (zapravo njen mirovni kontingent ima mandat jedino da drži prohodnim koridor kojim se iz Armenije putuje u Gorski Karabah, i to samo sljedećih 5 godina), ostao je stranh od nekog budućeg rata, u kojemu bi Azerbajdžan mogao zauzeti sav taj teritorij.
Tako se naposljetku i dogodilo u Sukobima u Gorskom Karabahu 2023., gdje je bolje pripremljeni Azerbejdžan za svega nekoliko dana posve porazio armenske snage i uspostavio svoju vlast nad tim teritorijem. 
Kao rezultat armensko-azerbejdžanskih oružanih sukoba, najprije su iz Gorskog Karabaha 1990-ih godina iseljeni svi Azeri, a 2023. god. su odatle iselili skoro svi Armenci. 

## Vanjske poveznice
Vodič: Nagorno-Karabakh na Wikivoyageu
- Ministry of Foreign Affairs of the Nagorno-Karabakh Republic  Arhivirana inačica izvorne stranice od 17. rujna 2017. (Wayback Machine)
- Office of the Nagorno-Karabakh Republic, Washington D.C.
- National Statistical Service of NKR  Arhivirana inačica izvorne stranice od 6. veljače 2008. (Wayback Machine)
- President of the Nagorno Karabagh Republic